# Ola de calor invernal en Argentina de 2009
La ola de calor invernal en Argentina en 2009 fue un inusitado aumento de la temperatura que se produjo hacia finales del invierno en ese país durante la semana del 24 al 30 de agosto de ese año, cuando se presentaron días con temperaturas récord en prácticamente toda la porción centro y norte de la República Argentina, debido en gran parte a un fuerte bloqueo de altas presiones en los niveles medios de la troposfera, que impidió que los sistemas de mal tiempo que normalmente cruzan de sudoeste a noreste lo hicieran en forma normal, por lo cual, la masa de aire fue calentándose día tras día, como así también secándose.
El resultado fueron récords de temperatura máxima para el mes de agosto en varias ciudades, tomando como parámetro la serie de registros 1960-2008. A las 15.00 del 30 de agosto se registró en la ciudad de Buenos Aires una temperatura de 34,4 °C, un récord histórico en la Capital para el mes. En el resto del país también se registraron temperaturas altas, con picos de 38,2 °C en Santa Fe y 38 °C en Santiago del Estero.
Hasta el 30 de agosto, según las mediciones que comenzaron en 1906, el día más caluroso de agosto que habían soportado los porteños había sido el 24 de agosto de 1996, con 33,7 °C. En el momento de la medición histórica, la humedad relativa del ambiente era baja (33%), lo que hizo que la térmica no se sufriera tanto como hubiera ocurrido con más humedad.
El mes de agosto de 2009 resultó ser el más cálido en cuanto a temperatura media y máxima media de al menos los últimos 50 años en gran parte del norte y, especialmente, el centro del país. También se batieron varios récord de temperaturas máximas absolutas durante la última semana (38,6 °C en Sauce Viejo; 37,8 °C en Villa Reynolds; 36,1 °C en Rosario; 34,4 °C en Buenos Aires y 29,9 °C en Mar del Plata, entre otros).
Excepto en la provincia de Misiones, gran parte de la región húmeda registró nuevamente escasas precipitaciones durante agosto.
Altas temperaturas, fuertes vientos y la falta de lluvias empeoraron la capacidad para controlar los incendios en San Luis y Córdoba. Se alcanzaron velocidades del viento superiores a 60 km/h con temperaturas superiores a 35 °C.
| Temperaturas máximas alcanzadas en diferentes puntos del país en agosto del 2009 | Temperaturas máximas alcanzadas en diferentes puntos del país en agosto del 2009 | Temperaturas máximas alcanzadas en diferentes puntos del país en agosto del 2009 | Temperaturas máximas alcanzadas en diferentes puntos del país en agosto del 2009 |
| -------------------------------------------------------------------------------- | -------------------------------------------------------------------------------- | -------------------------------------------------------------------------------- | -------------------------------------------------------------------------------- |
| Ciudad                                                                           | Provincia                                                                        | Temperatura (°C)                                                                 |                                                                                  |
| Santiago del Estero                                                              | Santiago del Estero                                                              | 39.0 °C                                                                          |                                                                                  |
| Sauce Viejo                                                                      | Santa Fe                                                                         | 38.6 °C                                                                          |                                                                                  |
| Ceres                                                                            | Santa Fe                                                                         | 38.4 °C                                                                          |                                                                                  |
| Presidencia Roque Sáenz Peña                                                     | Chaco                                                                            | 38.4 °C                                                                          |                                                                                  |
| San Miguel de Tucumán                                                            | Tucumán                                                                          | 38.2 °C                                                                          |                                                                                  |
| Resistencia                                                                      | Chaco                                                                            | 38.0 °C                                                                          |                                                                                  |
| Villa María del Río Seco                                                         | Córdoba                                                                          | 38.0 °C                                                                          |                                                                                  |
| Villa Reynolds                                                                   | San Luis                                                                         | 37.8 °C                                                                          |                                                                                  |
| San Fernando del Valle de Catamarca                                              | Catamarca                                                                        | 37.5 °C                                                                          |                                                                                  |
| Las Lomitas                                                                      | Formosa                                                                          | 37.5 °C                                                                          |                                                                                  |
| Córdoba                                                                          | Córdoba                                                                          | 37.3 °C                                                                          |                                                                                  |
| Pilar                                                                            | Córdoba                                                                          | 37.3 °C                                                                          |                                                                                  |
| San Ramón de la Nueva Orán                                                       | Salta                                                                            | 37.0 °C                                                                          |                                                                                  |
| La Rioja                                                                         | La Rioja                                                                         | 36.9 °C                                                                          |                                                                                  |
| Tartagal                                                                         | Salta                                                                            | 36.8 °C                                                                          |                                                                                  |
| Río Cuarto                                                                       | Córdoba                                                                          | 36.8 °C                                                                          |                                                                                  |
| Villa Dolores                                                                    | Córdoba                                                                          | 36.8 °C                                                                          |                                                                                  |
| Jujuy                                                                            | Jujuy                                                                            | 36.8 °C                                                                          |                                                                                  |
| Reconquista                                                                      | Santa Fe                                                                         | 36.7 °C                                                                          |                                                                                  |
| Caseros                                                                          | Buenos Aires                                                                     | 36.6 °C                                                                          |                                                                                  |
| Chamical                                                                         | La Rioja                                                                         | 36.5 °C                                                                          |                                                                                  |
| San Juan                                                                         | San Juan                                                                         | 36.4 °C                                                                          |                                                                                  |
| Rosario                                                                          | Santa Fe                                                                         | 36.1 °C                                                                          |                                                                                  |
| Paraná                                                                           | Entre Ríos                                                                       | 36.0 °C                                                                          |                                                                                  |
| San José de Jáchal                                                               | San Juan                                                                         | 36.0 °C                                                                          |                                                                                  |
| Laboulaye                                                                        | Córdoba                                                                          | 36.0 °C                                                                          |                                                                                  |
| Pehuajó                                                                          | Buenos Aires                                                                     | 36.0 °C                                                                          |                                                                                  |
| General Pico                                                                     | La Pampa                                                                         | 35.6 °C                                                                          |                                                                                  |
| Marcos Juárez                                                                    | Córdoba                                                                          | 35.6 °C                                                                          |                                                                                  |
| San Carlos de Bolívar                                                            | Buenos Aires                                                                     | 35.4 °C                                                                          |                                                                                  |
| Junín                                                                            | Buenos Aires                                                                     | 35.3 °C                                                                          |                                                                                  |
| Nueve de Julio                                                                   | Buenos Aires                                                                     | 35.3 °C                                                                          |                                                                                  |
| Venado Tuerto                                                                    | Santa Fe                                                                         | 35.3 °C                                                                          |                                                                                  |
| Monte Caseros                                                                    | Corrientes                                                                       | 34.8 °C                                                                          |                                                                                  |
| Gualeguaychú                                                                     | Entre Ríos                                                                       | 34.7 °C                                                                          |                                                                                  |
| Salta                                                                            | Salta                                                                            | 34.5 °C                                                                          |                                                                                  |
| Buenos Aires                                                                     | Buenos Aires                                                                     | 34.4 °C                                                                          |                                                                                  |
| San Luis                                                                         | San Luis                                                                         | 34.1 °C                                                                          |                                                                                  |
| Formosa                                                                          | Formosa                                                                          | 34.0 °C                                                                          |                                                                                  |
| Ezeiza                                                                           | Buenos Aires                                                                     | 34.0 °C                                                                          |                                                                                  |
| Posadas                                                                          | Misiones                                                                         | 33.5 °C                                                                          |                                                                                  |
| San Rafael                                                                       | Mendoza                                                                          | 33.2 °C                                                                          |                                                                                  |
| Azul                                                                             | Buenos Aires                                                                     | 33.0 °C                                                                          |                                                                                  |
| Santa Rosa                                                                       | La Pampa                                                                         | 32.9 °C                                                                          |                                                                                  |
| Las Flores                                                                       | Buenos Aires                                                                     | 32.5 °C                                                                          |                                                                                  |
| Puerto Iguazú                                                                    | Misiones                                                                         | 32.0 °C                                                                          |                                                                                  |
| Coronel Suárez                                                                   | Buenos Aires                                                                     | 31.6 °C                                                                          |                                                                                  |
| Dolores                                                                          | Buenos Aires                                                                     | 31.5 °C                                                                          |                                                                                  |
| Tandil                                                                           | Buenos Aires                                                                     | 31.2 °C                                                                          |                                                                                  |
| Pigüé                                                                            | Buenos Aires                                                                     | 30.8 °C                                                                          |                                                                                  |
| Mendoza                                                                          | Mendoza                                                                          | 30.8 °C                                                                          |                                                                                  |
| Bahía Blanca                                                                     | Buenos Aires                                                                     | 30.5 °C                                                                          |                                                                                  |
| Mar del Plata                                                                    | Buenos Aires                                                                     | 29.9 °C                                                                          |                                                                                  |
| Malargüe                                                                         | Mendoza                                                                          | 28.4 °C                                                                          |                                                                                  |